# خیبر، پاکستان
خیبر (به انگلیسی: Khyber Agency) یک منطقهٔ مسکونی در پاکستان است که در اسلام‌آباد واقع شده‌است. خیبر ۲٬۵۷۶ کیلومتر مربع مساحت و ۹۸۶٬۹۷۳ نفر جمعیت دارد.